# Emma Jensen
Emma Jensen (Waipukurau, 25 novembre 1977) è un'ex rugbista a 15 neozelandese, vincitrice di tre Coppe del Mondo con le Black Ferns e prima giocatrice a disputare cento incontri nel campionato nazionale provinciale neozelandese.

## Biografia
Iniziata al rugby intorno ai quindici anni d'età, entrò nelle giovanili di Hawke's Bay per poi esordire nella selezione provinciale prima di passare a Waikato.
Da lì, previa un breve passaggio in Italia al Messina dopo la Coppa del Mondo di rugby femminile 2002 in cui esordì a livello internazionale, fu ad Auckland, in cui rimase 13 stagioni.
Con la nazionale femminile vinse tre edizioni della Coppa del Mondo consecutive: la citata del 2002, poi quella del 2006 e quella del 2010.
Un'ulteriore edizione, nel 2014, si risolse in un quinto posto finale.
Fino al 2015 furono 49 le convocazioni in nazionale, che ne fecero all'epoca la giocatrice più schierata al pari di Anna Richards.
Nel 2017 fu la prima giocatrice a raggiungere il traguardo dei 100 incontri nel campionato nazionale provinciale femminile neozelandese combinando le presenze con le selezioni di Waikato e di Auckland.
A novembre di quello stesso anno fu tra le primissime convocate della neoistituita squadra delle Barbarians, ramo femminile della nota formazione britannica a inviti.
Per la stagione 2018, a 40 anni da poco compiuti, Jensen è tornata a rivestire la maglia della provincia di Hawke's Bay, squadra della sua regione d'origine, con cui ha vinto nel 2022 il campionato provinciale di seconda divisione, la cui finale contro Otago è stata la sua 139ª e ultima partita di club, avendo annunciato il suo ritiro a 44 anni e 10 mesi.
Fuori dall'attività rugbistica Jensen lavora come insegnante di educazione fisica.

## Palmarès
- Coppe del mondo: 3
Nuova Zelanda: 2002, 2006,  2010